# تيرينس س. غريفز
تيرينس س. غريفز (بالإنجليزية: Terrence C. Graves) هو ضابط أمريكي، ولد في 6 يوليو 1945 في كوربوس كريستي في الولايات المتحدة، وتوفي في 16 فبراير 1968 في محافظة كوانغ تشي في فيتنام.